# Domanovice
Domanovice är en ort i Tjeckien.   Den ligger i regionen Mellersta Böhmen, i den centrala delen av landet, 60 km öster om huvudstaden Prag. Domanovice ligger 232 meter över havet och antalet invånare är 132.
Terrängen runt Domanovice är platt. Runt Domanovice är det ganska tätbefolkat, med 86 invånare per kvadratkilometer. Närmaste större samhälle är Kolín, 12,7 km sydväst om Domanovice. Trakten runt Domanovice består till största delen av jordbruksmark.